# 帕夫·赫里斯托福羅維奇·馮·葛拉必
帕夫·赫里斯托福罗维奇·冯·葛拉必(俄語：Павел Христофорович фон Граббе；1789年12月2日—1875年7月15日)，德文名字為保羅·格拉夫·馮·葛拉必(德語：Paul Graf von Grabbe)。波羅的海德意志人，俄羅斯帝國騎兵上將。
曾參加拿破崙戰爭、第七次俄土戰爭、高加索戰爭、1848年革命戰爭，47年高加索戰爭期間大部分時間在高加索服役，與亞歷山大·伊凡諾維奇·列加爾頓曾經壓止了伊玛目沙米勒的擴張。一生雖被沙米勒在十多場戰役打敗，但因其費邊戰術之故，保留了俄國高加索駐軍，以龐大的物資和動員力拖垮了山民武裝，最終取得高加索戰爭的勝利。但因在1866年晉見亞歷山大二世時直諫高加索地區弊病，並指責先皇尼古拉一世及沙皇之施政失誤，遭到亞歷山大二世斥責。因友人小彼得‧巴格拉季昂親王、尼古拉‧沃爾夫中將等人求情得以免死，遭到罷免並逐回家鄉。晚年窮困潦倒，幸得小彼得‧巴格拉季昂親王父子接濟，得以安享晚年，1875年7月15日病逝於切爾尼戈夫普里盧基莊園。